# 分離作業量
分離作業量 (Separative Work Unit, SWU) は、分離プロセスの処理能力を示す尺度。特にウラン濃縮プラントの処理能力を表すときに多く用いられる。

## 概要
一般に分離プロセスは、原料を製品と廃品に分離する役割を持つ。製品中に混入する廃品成分を減らそうとするならば、より設備を増強しなければならず、設備を変えないならば製品の生産量は減らさなければならない。廃品中に混入する製品成分を減らす場合も同様である。したがって、プロセスの処理能力を総合的に評価するためには、単に製品の生産量だけではなく、製品と廃品の品質（価値と言い換えてもよい）を加味しなければならない。そこで、製品と廃品の価値を加味した総合尺度が、分離作業量である。

## 定義式
分離作業量δUは次の式で定義される。
{\displaystyle \delta U=G_{p}V(X_{p})+G_{w}V(X_{w})-G_{f}V(X_{f})}
ただし、Gp、Gw、Gfはそれぞれ製品、廃品、原料の流量、Xp、Xw、Xfはそれぞれ製品、廃品、原料中の濃度である。δUは重量の次元を持つためトンSWUで表す。
ここで価値関数Vは
{\displaystyle V(x)=(2x-1)\ln \left({\frac {x}{1-x}}\right)}
と定義する。

価値関数のプロット。製品あるいは廃品に混入物が少ないほど価値は高くなり、50:50の混合物の価値はゼロである。

0.7%の転換ウラン8トンから濃縮度3.5%の低濃縮ウラン1トンと、濃縮度0.3%の劣化ウラン7トンを生産するには、およそ4.4トンSWUが必要である。型的な軽水炉では1年に約27トン（金属ウラン換算）のウランを使用するので、これをまかなうにはおよそ120トンSWUの能力のウラン濃縮工場が必要となる。